# ناکودوچز ۳۴۶۱۱
سیارک ۳۴۶۱۱ (به انگلیسی: 34611 Nacogdoches، نامگذاری:2000UF11) سی و چهار هزار و ششصد و یازدهمین سیارک کشف شده‌است که در ۲۵ اکتبر ۲۰۰۰ کشف شد.